# 满蒙开拓移民
滿蒙開拓移民，是用來指因為日本政府自九一八事變以來在太平洋戰爭期間作為國家政策的鼓勵而前往滿洲（包括东部内蒙古）的移民，又稱為“滿蒙開拓團”。
19世紀末時日本就對插手中國的沙俄勢力有所顧忌，1905年日俄戰爭勝利後日本自俄國手中取得鐵路，也是此時出現了與俄國競爭移民亞洲大陸的提案，1931年九·一八事變之後佔領东三省，日本正式從其本土滿洲國移民。1936年，日本廣田內閣決議了「滿洲移民開拓推進計畫」，該計畫打算在1936年至1951年將500萬人移居至滿洲。在此同時也推出了要建造100萬戶移民住所的的計畫。日本政府在1938年到1942年之間陸續將20萬名農業青年以及在1936年時將2萬名的舉家移民者送往滿洲各地。此外除了開拓團外還有大批日本军政人员、工商界人士也纷纷移居。而作為移民住居責任的負責人，加藤完治擔任了滿洲拓殖公社的工作。而在二戰後期，日本軍隊喪失了在黃海與日本海的制海權、制空權後，這項移民計畫也宣告終止。截至1945年底止，日本在滿移民人数达166万人，其中农业移民达32万人，亦有27萬人的說法。
日本在開國後因為經濟原因開始出現對外移民潮與政策，而滿蒙方面最早的動機主要是抗俄的經濟影響力而起，故這些平民多數為生計、出差目的而來，也曾經給予東北建設或投資，但中国方面对爭議較大开拓移民政策有持负面评价。雖然大致上與當地人還算和平，但是因為移民獲得日本政府的優待政策，也引發一些爭執，一些觀點更认为其是“不穿军装的侵略者”。

## 背景

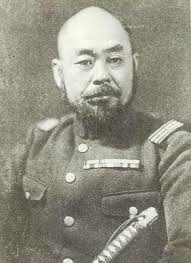
東宮鐵男（1892年8月17日—1937年11月14日），日本帝國陸軍軍人，是移民到滿洲的關鍵人物，被稱為「満蒙開拓移民導致者」。

日本以往並沒有移民基礎，但大致上在黑船來航後，開始出現因為經濟增長圈地蓋工廠、大批人口過剩失業的狀況，無地的農民出國工作首先是選擇到夏威夷，後來因為北美排斥亞裔而就有往南遷徙的潮流，自1895年簽立了《日巴通商友好條約》，大量日本人分三批前往巴西，有了這些成功的日本人移民經驗，滿洲移民自然也被當局映入眼簾，驅逐俄國勢力、謀取領土的策劃早在日俄戰爭前便已出現。1901年成立的黑龙会得名于黑龍江，其目的便在于通過墾殖谋取黑龙江流域为日本领土，進而佔領整個滿洲，並逐步控制蒙古和西伯利亚。該会一度与孙中山等革命党人合作，图谋推翻中国清朝政府。1905年7月30日，在黑龙会的斡旋下，中国同盟会在东京黑龙会总部成立。後來黑龙會還曾支持過滿蒙独立運動。
日俄战争结束后，少量日本侨民从日本迁往南满铁路沿线定居。1926年，时任奉天独立守备队中队长的东宫铁男提出向满洲移民的初步设想。九·一八事變后，东宫铁男改任吉林铁道守备司令部顾问。在长春，他正式向石原莞尔提出将武装的复员军人和受到日本控制的朝鲜人前往满洲定居，一方面参与后援工作，另一方面作为民团力量抵抗苏联。同时，加藤完治提出“农业移民”方案。日本政府發動戰爭之前，上述的美國、巴西以及一些南美日本移民目的地國，開始限制日本移民入境的數量，此外由於1930年代昭和恐慌造成當時日本農村陷入疲弊困頓的情況，使得無法脫離貧困生活的日本農民有移民的想法。加藤完治提出利用把农民移民至满洲的方法，解决日本本土的农村萧条问题。同时通过开发满洲，为日本提供粮食。
1932年，在石原莞尔的引导下，加藤完治和东宫铁男见面，经过商讨后将两者方案合二为一，并提交国会商议。日本拓务省将方案整理后形成“第一次试验移民案”，获国会通过。

## 开拓团的组成及移民计划

满洲国位置

1932年9月1日，以日本东北部的11个县为中心，日本政府招募乡下的退伍军人，短期训练后到佳木斯永丰镇（位于今孟家岗镇）移民，这个移民村后来被称作“弥荣村”，也就是开拓团的第一个移民村。開拓團以從事農業者為主，日本各地都有以村落、聚落關係所組成的開拓團。他們在前往滿洲之前都要接受農業研修以及軍事訓練，之後才以「滿洲開拓武裝移民團」的名義送往中國大陸。為了招募滿洲開拓移民，日本政府推出了「王道樂土」、「五族協和」（五族是指大和人、漢人、朝鮮人、滿洲人、蒙古人）的標語，吸引了不少人。
此后的1933年的七虎力，1934年的王荣庙地区的北大沟分为两批次进行移民。1935年日本成立专责满洲移民事务的机构满洲拓殖株式会社，并加快至东安省的城子河及哈达河移民。1936年，拓务省制订“集团移民计划”，从日本全国选出1000户移民至密山县。
1936年8月25日，广田弘毅内阁的日本政府将满洲移民计划定为“七大国策”之一。按计划从1937年起，在10年时间内移民100万户，约500万人。此时移民政策有所转变，由青少年代替壮年移民，组成“满蒙开拓青少年义勇军”。1937年12月22日，拓务省、陆军省、关东军、拓殖委员会、满洲拓殖会社等方面的代表在拓务省大臣官邸召开了日满开拓机关代表会议，确定了《青少年开拓民实施要领及理由书》。1938年1月确定了《满蒙开拓青少年义勇军募集要纲》。
“满蒙开拓青少年义勇军”首次报名時，应召者達9950人，到1938年5月末，录取人数达到了14863人。日满开拓机关代表会议確定的《青少年开拓民实施要领及理由书》指出，“实行青年移民是为了充实满洲国防的第二线”，“满洲国一朝有事之际，有关铁路的守备、在满日本人的保护、预防及镇压在后方以政治思想为目的的扰乱、军需品配给的安全等等，为了后方的工作，需要相当的警备力量。而在这样的情况下，为了使皇军勇往直前，无后顾之忧，只有将多数优秀的日本人移往满洲，别无他策。”“对青少年移民来说，不仅易于大量移出，而且单独移住的时间长，且易于贯彻建国精神以及移住满洲的使命”。此后满蒙开拓青少年义勇军成为壮年移民组成的开拓团外的另一支开拓团力量。
1939年12月，日本和满洲国双方政府发表了《满洲开拓政策基本要纲》，宣称自1940年起，“满洲移民事业”实行新体制，并称“满洲开拓政策是日满两国一体的重要国策，为建设东亚新秩序，以培养确立道义的新大陆政策之据点为目的。”在日本的指使下，满洲国根据《基本要纲》的要求，在1940年5月、6月、1941年11月先後公布《开拓团法》、《开拓协同组合法》、《开拓农场法》，规定了开拓团和开拓协同组合的性质、组成、管理、土地、财务等方面。
從1942年之後由於日本戰局惡化而需要兵力動員，使得要找到成年男性入墾變得困難，所以「滿蒙開拓青少年義勇軍」成为拓墾主力。而從軍事的觀點來看，主要是先選擇接近蘇聯國境的滿洲國北部來移民。

## 开拓团实际运作情况
日本政府為了滿蒙開拓移民團的殖民地，而執行了先用「匪情惡化」為理由將當地農民已經開墾的農村與土地指定為「無人地帶」，而當地農民則被迫遷居到新設立的「集體部落」（集団部落），之後再用便宜價格強制收購這些所謂的無人地帶來讓日本移民入住的政策。大概有2000萬公頃的土地被強制收購成移民用地。日本成立的收购土地的东亚劝业株式会社，曾以每人5元的迁移费补偿给中国居民。折合2010年代的购买力不足1500元人民币。
1939年1月，关东军制订新政策，开拓移民十年内免纳一切捐税，不课契税、地税、营业税、不动产登记税、街村税、房捐、酒税及车、船等所有杂捐。宁安县本地居民曾为此上书当地政府抗议。
而當地農民由於自己的耕地被奪走以及強制遷移的措施而予以抵抗，而日本的關東軍則出動鎮壓。另一方面，為了切斷「集體部落」與抗日組織的接觸，其建設是設計成將當地農民包圍進去的形狀。在當地居民之中，將日本開拓移民團視為奪走自己生活基礎的存在而仇恨敌视的人並不少，因此與開拓團團員之間的衝突等問題之事件頻繁爆發不絕。而他們對日本人的不滿，也使得抗日組織更為壯大，埋下了之後蘇聯參戰時當地居民攻擊移民團員的伏筆。

滿州國名義上並不是日本本土的延長的「外地」，而是當時日本政府所承認的一個國家，但是這些移居的日本開拓團員是在名為開拓移民團的日本人社會之中生活著，他們到了滿洲之後也全員保有日本國籍。因為這個原因，他們認為「我們雖然換了居住的土地但還是日本人」（自分たちは住む土地が変わっても日本人）的想法相當強烈，所以並沒有太多與當地原有居民交流或是同化的情況。

移民团日常
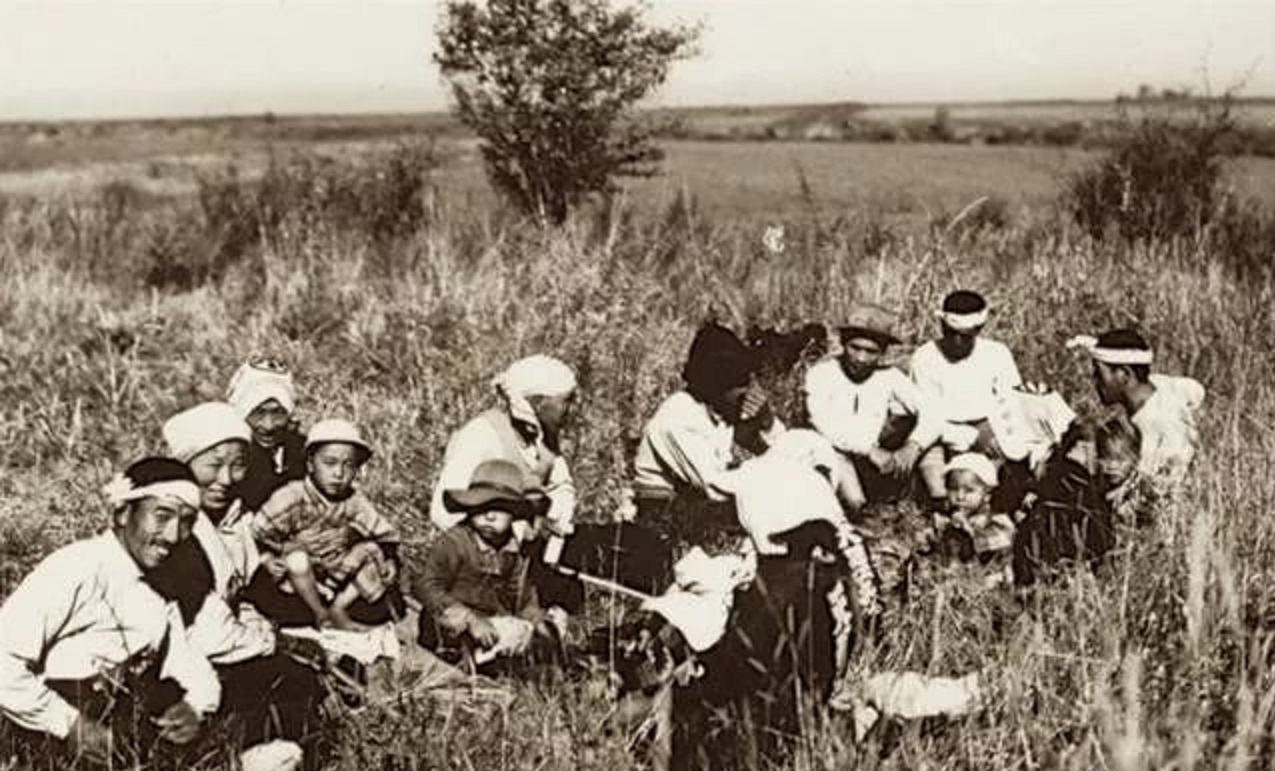
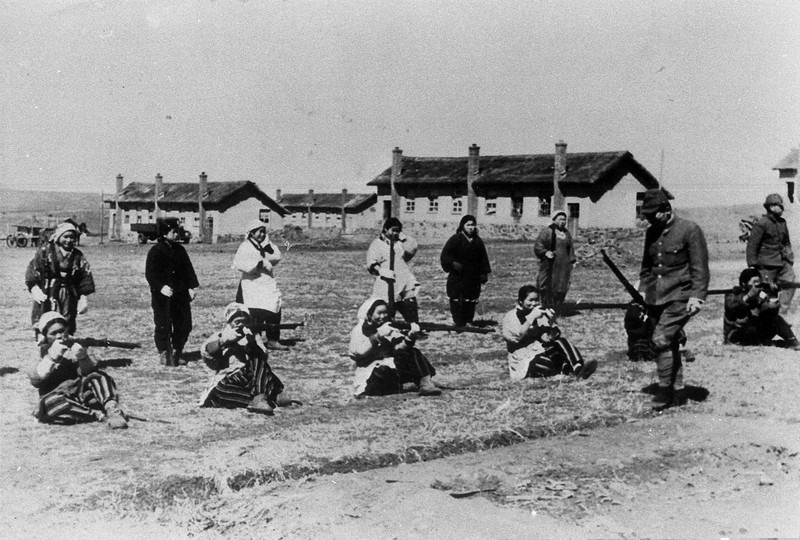
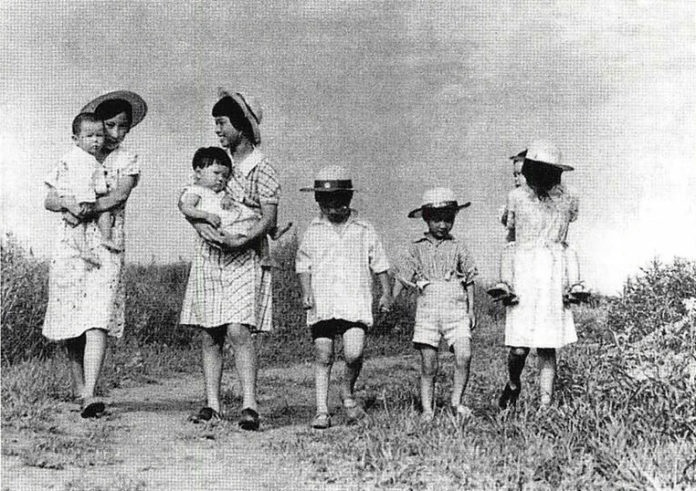
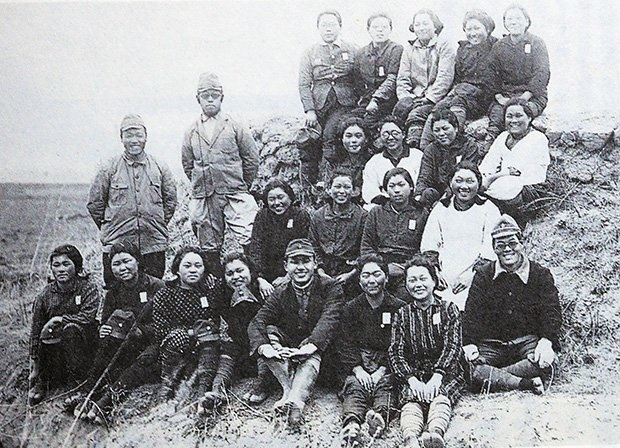
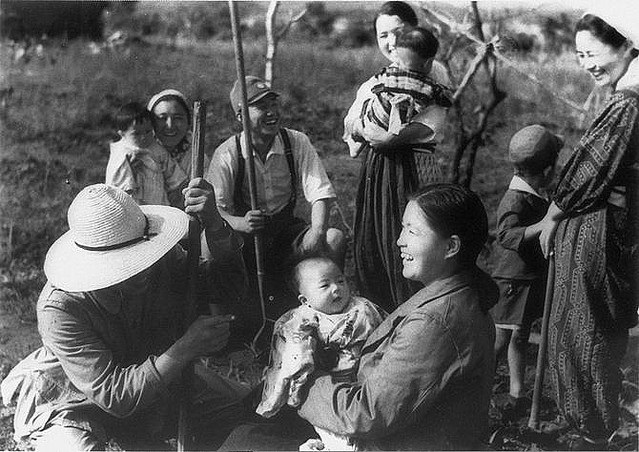
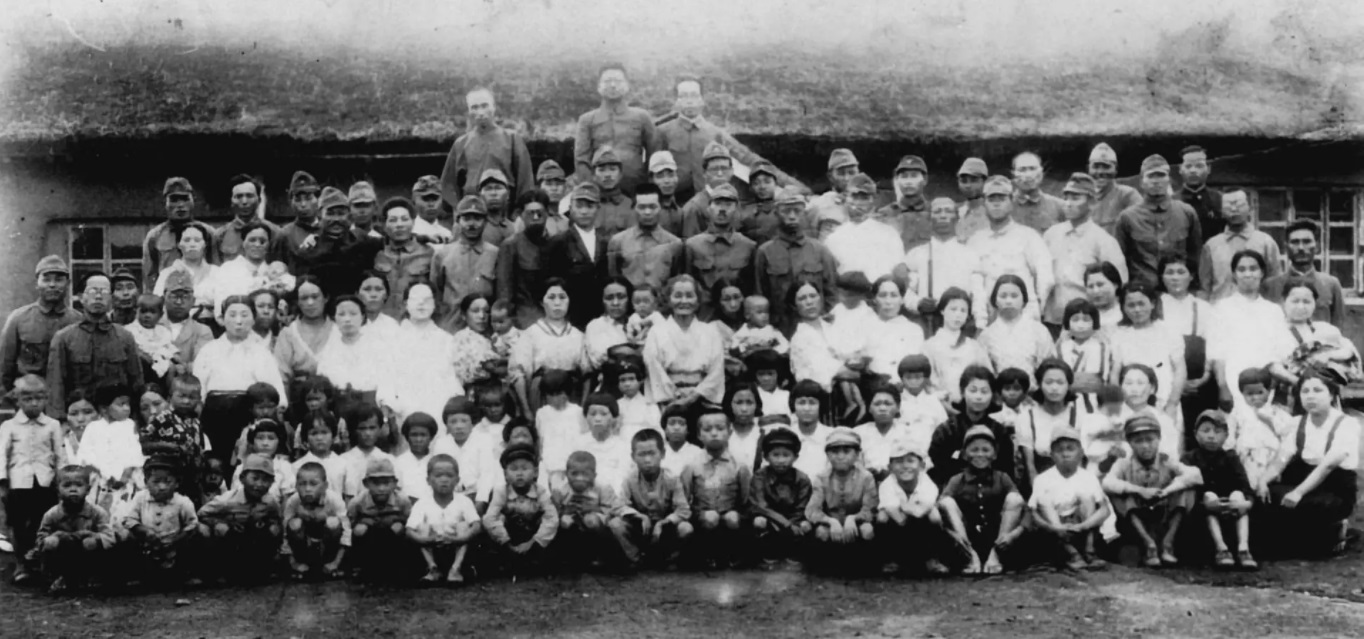

## 政治宣传
随着日本开拓团的发展，描绘满蒙开拓的“大陆开拓文学”在日本兴起。其中著名的作者有和田传，他是农民出身，毕业于早稻田大学法文系。1938年以后，和田传写了一系列大陆开拓小说。另外，日本政府又制作了纪录片《年轻的开拓者，满蒙开拓义勇军》、《冬天的移民地》、《锄之光——向着大东亚的建设》。东宫铁男更写了一首名为《大陆的新娘》的歌曲，激励国民参与开拓。

招募移民的宣传
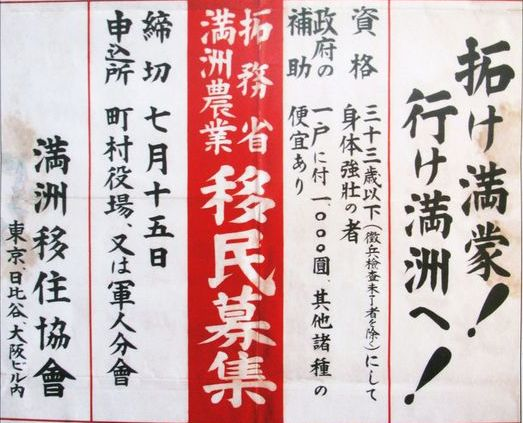
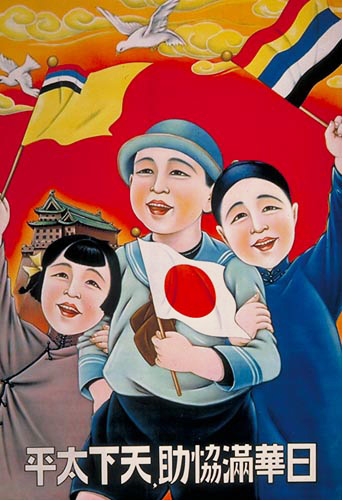
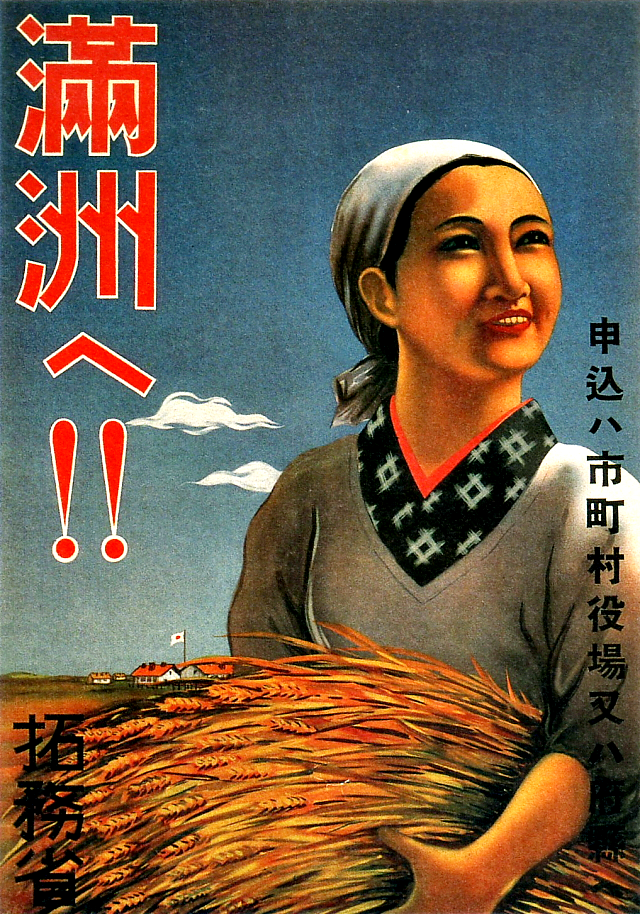

## 開拓團的终结

长野县开拓团死亡率

战争后期，开拓团曾起到一定的抵抗作用。但面对苏联的正规军，始终不是其敌手。不少开拓团成员基于效忠天皇的理由在苏军到来前切腹，甚至全团集体自杀。到1945年停战时，约有11000人战死，而如果包括自杀及伤病而死的开拓团成员，则死亡人数约为80000人之多。包括青少年義勇軍在內的滿洲農業開拓移民總數有27萬人、32萬人等說法。而在蘇聯參戰下能從滿洲國國境地帶回來，返回日本的大約只有11萬人。而在中國控制區的命運大致上還是比較順利，得以按普通平民資格被遣返，只是回到日本以後經濟困頓，因為當初聽信政府的錯誤宣傳，一些遣返者為了不要重演悲劇、或保存東北印象的友誼與恩情，就在日本當地建立紀念館以警示後人，並也因戰後失業難以融入日本，許多人的直系家屬亦控告過日本政府。
1945年8月15日，日本宣布无条件投降，随后自1946年5月起，中国国民政府、中国共产党和美国开始组织遣返日侨。至1948年9月遣返停止时共遣返136.1万人，大部分开拓团成员皆在此时返回日本。随后在中华人民共和国建立后，中国政府在1952年起重启遣返日侨的工作，并在1960年代将剩余在华日侨全部遣返回国。而部分孩童因无法找到父母而被中国家庭收养，被称作遗华日侨或日本遗孤。这些遗孤大多数在1972年中日建交以后才返回日本，但也有部分人选择继续居住在中国。

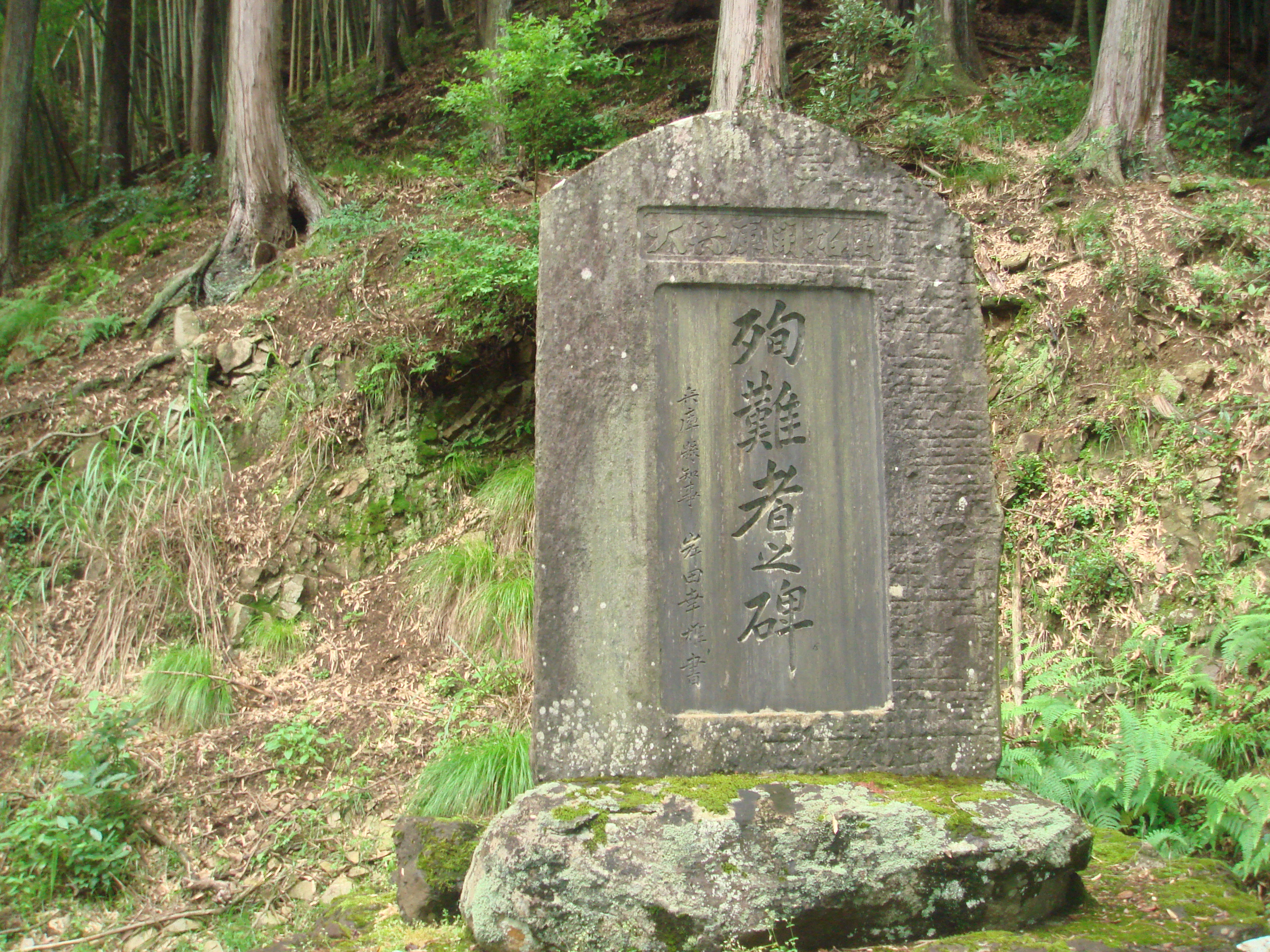
兵庫县豊岡市开拓团殉难者之碑

隨著日本戰敗後的混亂，以開拓移民團為中心等從中國大陸歸國的「引揚者」在歸國後沒有棲身之所，戰後也無可奈何地過著苦難的生活。日本政府將這些人安置到日本各地的移居用耕地「引揚者村」，但是不少農地都不宜耕作，導致很多人都生活在惡劣的情況下。而由於戰敗的日本政府和民眾都相當窮困，所以日本政府無法給與足夠的援助。
日本厚生省的资料显示，截至2001年8月有2767人被确认为“战争遗孤”，其中1265人身分得到确认。回国居住的遗孤有2300多人，如计算他们的直系亲属则共有9000多人。虽然日本政府在1994年制订了《中国残留孤儿战争支援法》，对开拓团孤儿进行援助。回国工作10年以上的人，每月最多可以领取4万至5万日元的养老金。2002年9月，600余名归国战争遗孤起诉日本政府，要求政府作出道歉和赔偿。

### 方正县的遗孤

方正县开拓团死亡率

部分开拓团成员在撤退途中，到达黑龙江省方正县，人数达1.5万人。后来因伤病死亡人数超5000人，其尸骨被当地居民收集起来，建成后来的方正地区日本人公墓。最后，有4500多名日本妇女和儿童滞留方正县，方正县演变为开拓团滞留人数最多的县。

## 备注
1. ↑  滿洲國並沒有國籍法，所以並不存在「滿洲國籍」。

## 脚註
1. 1 2 3 4 5 6 7 8 9 10 11 12  .   [2011-08-13]. （原始内容存档于2021-01-05）.
2. ↑  . 中国新闻网. 2011-08-05  [2018-12-17]. （原始内容存档于2021-01-05） （简体中文）.
3. ↑  . 遠見雜誌 - 前進的動力. 1990-07-15  [2024-11-29]. （原始内容存档于2020-08-06） （中文（臺灣））.
4. ↑  关捷 主編，影响近代中日关系的若干人物，北京：社会科学文献出版社, 2006年，頁18、58
5. ↑  .   [2011-08-08]. （原始内容存档于2019-06-11）.
6. ↑  高乐才，日本“满洲移民”研究，北京：人民出版社, 2000年，页184
7. ↑  关亚新, 张志坤，日本遗孤调查研究，北京：社会科学文献出版社, 2005年，页13
8. ↑  田子渝, 陈金安，中国抗日战争大辞典，武汉：武汉出版社, 1995年，页539
9. ↑  关亚新, 张志坤，日本遗孤调查研究，北京：社会科学文献出版社, 2005年，页14
10. 1 2  .   [2011-08-13]. （原始内容存档于2011-12-23）.
11. ↑  https://tpl.ncl.edu.tw/NclService/pdfdownload?filePath=lV8OirTfsslWcCxIpLbUfjpw-4y5Z-rYJIcj5gGowYevxb2I9_HQ-FPg8oHCy0YN&imgType=Bn5sH4BGpJw=&key=79_ZBFGOownZP0I91kQAr1aIDhsUi7EJV7LyDrqyX18eVVU9OyINO4qBZJhLTxWd&xmlId=0006804133
12. ↑  .   [2024-04-11]. （原始内容存档于2024-06-18）.
13. ↑  .   [2011-08-13]. （原始内容存档于2011-12-23）.

## 外部連結
- （可閱覽滿洲國時代各地的地圖）